# Porządek ciągły
Porządek ciągły – własność porządków liniowych po raz pierwszy rozważana przez Richarda Dedekinda w 1872; jest ona wzmocnieniem zupełności i w terminach topologicznych jest równoważna spójności topologii przedziałowej.

## Nazwa
Nazwa porządek ciągły wskazuje na motywację, jaką było opisanie i konstrukcja prostej rzeczywistej jako obiektu ciągłego podana przez Dedekinda w jego pracy z 1872. Wprowadzone przez niego warunki (i)-(iv) są, we współczesnym języku, stwierdzeniem że porządek liczb rzeczywistych jest ciągły (a kluczowa własność (iv) ma właśnie nazwę ciągłości).
W literaturze polskojęzycznej termin ten jest używany dość systematycznie. We współczesnej literaturze angielskojęzycznej częściej używa się bardziej opisowego określenia gęsty zupełny porządek liniowy (complete dense linear order).
Porządek ciągły to taki gęsty porządek liniowy A w którym żadne właściwe cięcie w A nie ustala skoku w danym zbiorze A. Brak skoków jest powodem dla którego mówimy, że zbiór jest uporządkowany ciągle.

## Definicje formalne
Niech {\displaystyle (A,\leqslant )} będzie porządkiem liniowym.
- Porządek {\displaystyle (A,\leqslant )} jest porządkiem gęstym jeśli A ma przynajmniej dwa elementy oraz między dowolnymi dwoma elementami A znajduje się trzeci element, tzn.[potrzebny przypis]

{\displaystyle \forall _{a\in A}\forall _{b\in A}(a<b)\Rightarrow \ \exists _{c\in A}(a<c<b).}
- Podzbiór {\displaystyle B\subseteq A} porządku A jest ograniczony z góry jeśli istnieje element {\displaystyle a\in A} większy niż wszystkie elementy zbioru B, tzn. taki, że

{\displaystyle \forall _{b\in B}(b\leqslant a).}
Analogicznie podzbiór {\displaystyle B\subseteq A} jest ograniczony z dołu jeśli istnieje element {\displaystyle a\in A} taki, że
{\displaystyle \forall _{b\in B}(a\leqslant b).}
- Porządek {\displaystyle (A,\leqslant )} jest ciągły jeśli jest to porządek gęsty oraz każdy podzbiór zbioru A jest ograniczony, tzn. ograniczony z góry i z dołu, czyli ma zarówno kres górny, jak i dolny.